# Old Folks at Home

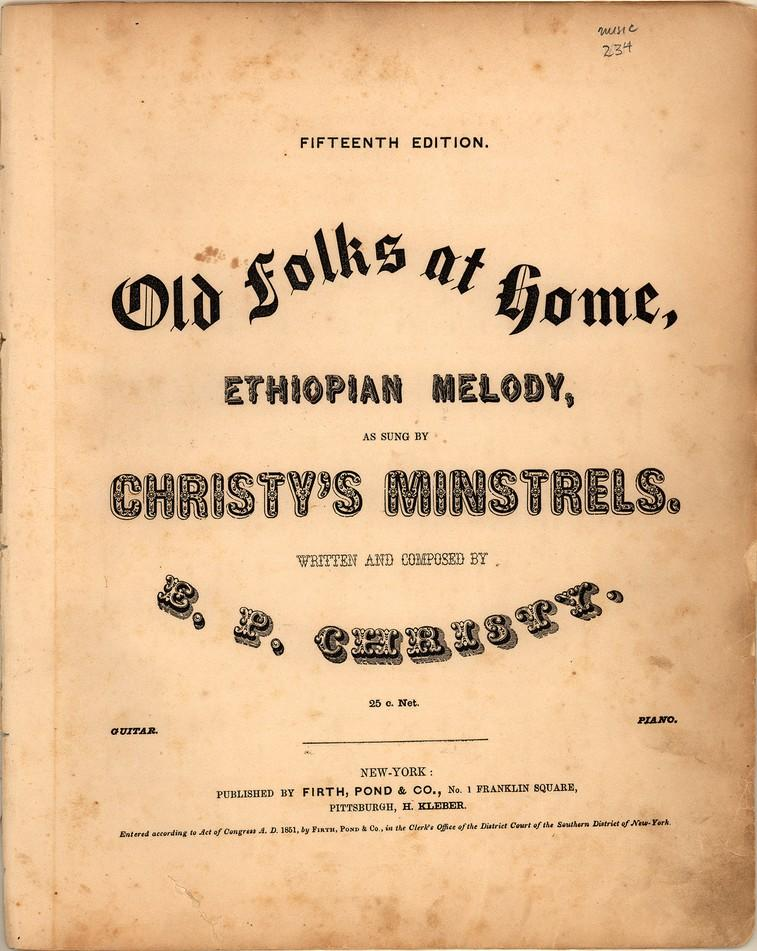
La copertina dello spartito originale

Old Folks at Home, conosciuta anche come Swanee River o come Way Down Upon the Swanee River è una canzone popolare statunitense, composta nel 1851 da Stephen Foster ed interpretata originariamente nei cosiddetti minstrel shows dai Christy's Minstrels. Dal 1935 è  l'inno ufficiale della Florida.

## Storia del brano
Il brano fu scritto da Foster a Pittsburgh, in Pennsylvania, nel 1851.
Quando Stephen Foster scrisse il testo definitivo del brano, pensò alla parola Swanee, che è un'errata ortografia di Suwannee (il Suwannee è un fiume della Florida), in quanto si adattava bene alla melodia. Nella versione originale, Foster aveva però pensato ad un altro fiume, il Pedee, anche perché bisogna considerare che lui non aveva mai visto di persona il fiume Suwannee.
Foster, che aveva scritto il brano per farlo interpretare dai Christy's Minstrels, cedette anche per 5 dollari i diritti d'autore ad E. P. Christy e per molto tempo si pensò che fosse lui il vero autore del brano. 
Il brano fu quindi pubblicato nel 1851 o nel 1853 a New York dalla Firth, Pond & Co.
Nel 1935, la House Concurrent Resolution no. 22 decise di adottare il brano come inno ufficiale della Florida.
Nel 2008, il Senato della Florida decise però di cambiare il testo del brano, in particolare eliminando parole che avrebbero potuto avere una connotazione razzista come darkeys.

## Testo originale

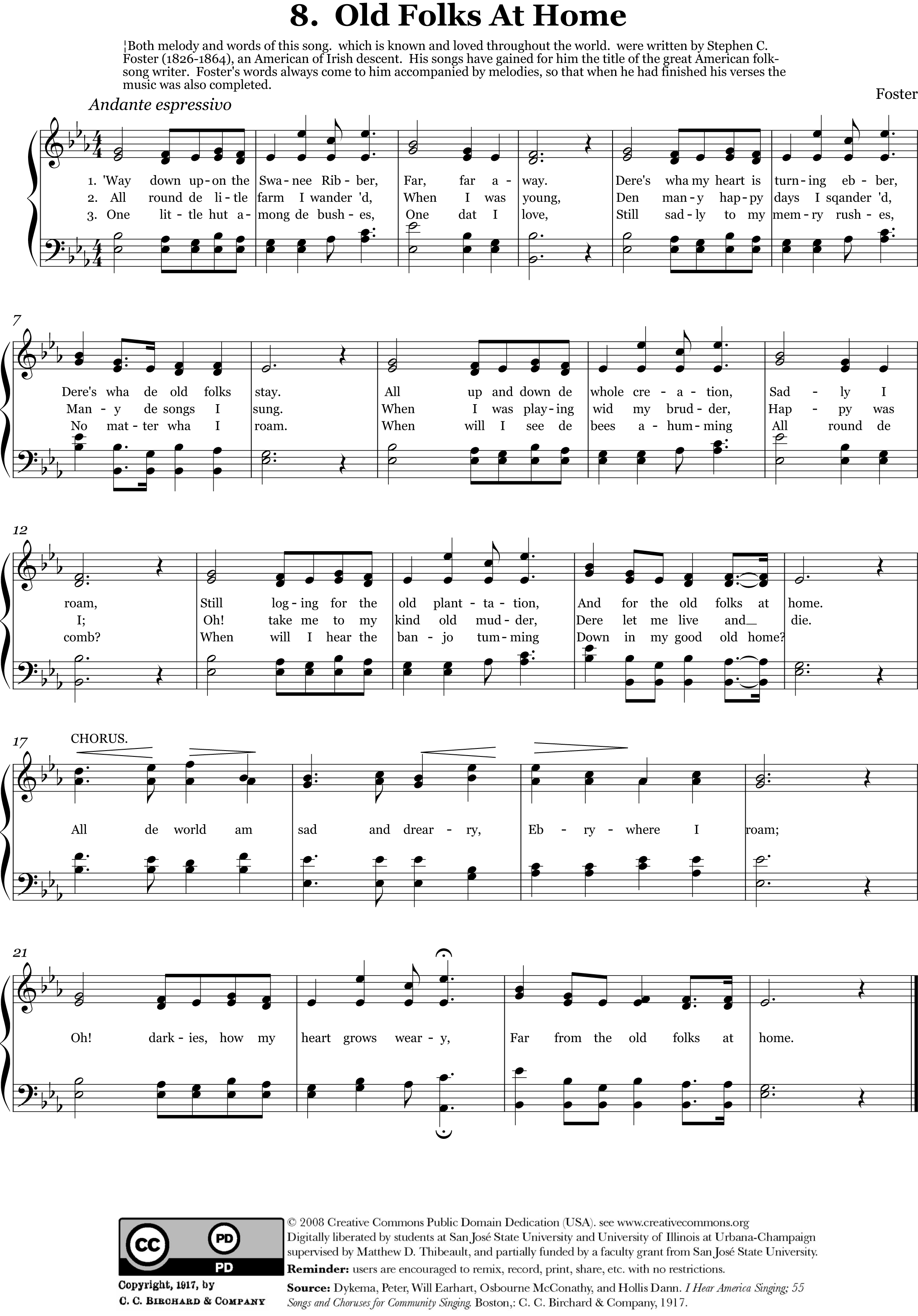
Spartito del brano

Le prime strofe del brano, che parla del fiume Suwannee, recitano:

Way down upon de Swanee ribber,

Far, far away,

Dere's wha my heart is turning ebber,

Dere's wha de old folks stay.

All up and down de whole creation,

Sadly I roam,

Still longing for de old plantation,

And for de old folks at home.

All de world am sad and dreary,

Ebry where I roam,

Oh! darkeys how my heart grows weary,

Far from de old folks at home.
[...]

## Versioni
Oltre a quella dei Christy's Minstrels, tra le prime versioni del brano vi fu quella strumentale eseguita nel 1899 da A.P. Stengler e quella canora eseguita nel 1904 da William H. Thompson.
Tra gli artisti che hanno inciso o eseguito pubblicamente il brano, figurano poi (in ordine alfabetico):
- 2nd South Carolina String Band (2002)
- George Adams (versione strumentale, 1990)
- Django Reinhardt and Quintette de Hot Club de France (versione strumentale, 1935)
- Louis Armstrong & Mills Brothers (1937)
- Rob Astor (versione strumentale, 2008)
- Chet Atkins & Jim Atkins (1963)
- André Benoist (1912)
- The Blue Bird Society Orchestra (versione strumentale, 1987)
- Owain Bradley (1951)
- John F. Burkhardt (1919)
- Dick Cary & The Dixieland Doodlers (versione strumentale, 1959)
- Anna Case (1917)
- The Climax Jazz Band & Graeme Bell (versione strumentale, 1975)
- Arnett Cobb (versione strumentale, 1960)
- Conway's Band (1916)
- The Beach Boys (1990)
- Chuck Berry (1975)
- Doc DeHaven (versione strumentale, 1966)
- Tommy Dorsey e la sua orchestra (versione strumentale, 1940)
- The Dukes of Dixieland (versione strumentale, 1957)
- Marguerite Dunlap (1910)
- Nelson Eddy (1949)
- The French Market Jazz Band (versione strumentale, 1973)
- The Four Lads (1959)
- Alma Gluck & Efrem Zimbalist (1915)
- Hein van der Gaag (versione strumentale, 1972)
- Marty Grosz (versione strumentale, 1960)
- The Harlem Ramblers (versione strumentale, 1984)
- Erskine Hawkins & i Bama State Collegians (versione strumentale, 1937)
- Al Hirt e la sua band (versione strumentale, 1961)
- Bobby Horton (2009)
- Douglas Jimerson (1998)
- David Jolley (versione strumentale, 2012)
- Jacques Kerrien (versione strumentale, 1977)
- Margaret Keyes (1911)
- Syd Lawrence e la sua orchestra (versione strumentale, 1973)
- Little Roy Lewis (1981)
- Roy Liberto & The Bourbon Street Six (versione strumentale, 1973)
- Julie London (1959)
- Frank Luther & The Lyn Murray Quartet (1938)
- Phil Mason's New Orleans All-Stars (2000)
- Amy Miller & Carson Hudson Jr. (2007)
- Christine Miller e il suo coro (1915)
- Eddy "Piano" Miller (versione strumentale, 1950)
- Jaye P. Morgan (1960)
- The Mormon Tabernacle Choir (1968)
- New Orleans Rascals (versione strumentale, 1975)
- The Nitty Gritty Dirt Band (versione strumentale, 1970)
- Vess L. Ossman (versione strumentale, 1901)
- Noam Pikelny & David Grisman (versione strumentale, 2013)
- George Probert (versione strumentale, 1995)
- Sammy Rimington & Barry Martyn (1986)
- Tamra Rosanes (2002)
- Phil Rosenthal (1999)
- Sibyl Sanderson Fagan (1918)
- Timothy Seaman feat. Peter Budnikas (versione strumentale, 2012)
- Pete Seeger (1959)
- David Seville & The Chipmunks (1960)
- The Robert Shaw Chorale (1958)
- Tony Sheridan & The Beat Brothers (1962)
- Florence Ethel Smith (1908)
- Diane Taraz (2012)
- Susan Urbach (1994)
- Randy VanWarmer (2006)
- Joe Weed (versione strumentale, 1993)
- Marshall Wilborn (versione strumentale, 1999)

## Adattamenti
- La melodia del brano fu riadattata nel 1956 da Fats Domino e Dave Bartholomew, che scrissero il testo di Swanee River Hop, brano inciso dallo stesso Fats Domino[1]
- La melodia del brano fu riadattata nel 1957 da Ray Charles, che scrisse il testo di Swanee River Rock (Talkin' 'Bout That River), brano inciso originariamente dallo stesso Ray Charles e poi da altri artisti, quali Brenda Lee, Hugh Laurie, ecc.[1]
- La melodia del brano fu adattata nel 1962 da Jacques Hourdeaux, che scrisse il testo di Fais ce que tu veux, brano inciso da Sylvie Vartan[1]
- La melodia del brano fu adattata nel 1963 da Brian Wilson, che scrisse il testo di Surfin' Down the Swanee River, brano inciso dal gruppo The Honeys[1]